# Bernard de La Tour (prieur)
Pour les articles homonymes, voir Bernard de Portes.
Bernard III de Portes
Bernard de La Tour, OCat., mort en 1258 à la Grande Chartreuse, est prieur de la chartreuse de Portes de 1229 à 1244, et de la Grande Chartreuse de 1253 à 1258. A la demande du roi de France Louis IX, dit « le Saint », Bernard envoie des moines fonder la chartreuse de Paris en 1157. Il est considéré comme bienheureux par l'Église catholique et fêté le 30 octobre.

## Biographie

### Entrée en religion
Ses origines sont mal connues : quelques historiens le font descendre de la famille de La Tour du Pin, mais la plupart disent plutôt qu'il est de la famille de La Tour de Besançon. Très jeune, il a le goût pour les études sacrées et profanes ; il entre à Portes afin de mieux connaître Dieu. Ses parents le pressent de devenir évêque de Belley, l'évêché de Besançon lui aurait même été offert. Mais il les refuse tous les deux pour s'installer à la chartreuse du Reposoir, avant de revenir à Portes pour y être le successeur de dom Martin de Corgenon.

### Prieur de Portes
En 1230, Bernard acquiert des terrains pour la chartreuse de Portes du côté de Conand, donnés par Uldric Cornu, habitant de Vercieu. Le moulin de La Courrerie, où s'étaient installés les premiers chartreux de Portes pendant la construction du monastère au XIIe siècle, , n'était pas suffisant pour moudre le grain et fouler la laine. De plus, l'agnelier de Saint-Sorlin était très éloigné de Portes. Afin de faciliter le travail des bergers, domestiques du monastère, il acquiert le moulin de Valouze à Onglaz en 1235, donné par Guillette Moschet et son fils Jean. Ensuite, Guillaume de La Fontaine (ami du couvent qui deviendra moine des années plus tard) lui permet de construire une grange à Vergne à Proulieu en 1238. En outre, Guillaume de La Fontaine vend l'herbe de ses prés pendant huit ans aux chartreux.
Bernard est renommé pour sa diplomatie, apaisant avec prudence et sagesse les différends entre des seigneurs, des habitants et des religieux locaux. Le pape Grégoire IX confie à Bernard, au prieur de Liget et à deux prieurs cisterciens de réformer l'ordre de Grandmont. Le souverain pontife maintient son attitude bienveillante envers Bernard et Portes : par une bulle du 13 février 1232, il permet même au prieur d'absoudre ceux qui fréquentent des personnes excommuniées ; par une autre du 12 février 1337, il accorde au monastères de nombreux privilèges et exceptions, qui placent Portes sous la protection du Saint-Siège. De même Innocent IV, qui multiplie les témoignages d'affection à l'égard de la chartreuse durant son exil lyonnais, lorsqu'il fuit l'empereur germanique Frédéric II.

### Prieur de la Grande Chartreuse
Bernard devient prieur de la Grande Chartreuse, donc ministre général des chartreux. Sous son généralat, l'ordre renonce à la consommation de viande durant le chapitre général de 1254.
C'est à lui que Louis le Saint, roi de France, demande d'envoyer plusieurs frères afin d'établir la chartreuse de Paris. Selon la décision du 4 août 1257, Bernard envoie quatre moines, conduits de Jean Joceran, avec l'autorisation de recevoir jusqu'au quarante-et-un néophytes. 